# Dekanat Czarne
Dekanat Czarne – jeden z 24 dekanatów diecezji koszalińsko-kołobrzeska w metropolii szczecińsko-kamieńskiej. 
W skład dekanatu wchodzą następujące parafie:
- Bińcze, parafia pw. Świętej Rodziny
- Brzezie, parafia pw. św. Wawrzyńca
- Czarne, parafia pw. Wniebowzięcia NMP
- Drzonowo, parafia pw. Krzyża Świętego
- Gwieździn, parafia pw. św. Marcina z Tours
- Krzemieniewo, parafia pw. Chrystusa Króla Wszechświata
- Rzeczenica, parafia pw. NSPJ i św. Mikołaja
- Uniechów, parafia pw. św. Bartłomieja, Ap.